# Austrotyphlops proximus
Austrotyphlops proximus е вид змия от семейство Червейници (Typhlopidae). Видът не е застрашен от изчезване.

## Разпространение
Разпространен е в Австралия (Виктория, Куинсланд, Нов Южен Уелс и Южна Австралия).